# 豊中市立大池小学校
豊中市立大池小学校（とよなかしりつ おおいけしょうがっこう）は、大阪府豊中市本町一丁目にある公立小学校。
阪急豊中駅の北東に位置し、豊中駅周辺の繁華街および住宅地が校区となっている。開校以来学習指導の研究に力を入れ、各教科・領域での指導法や教育課程の研究校として多くの研究発表を実施している。
2001年に建て替えられた校舎はバリアフリーに配慮した構造となり、また教室はオープンスペース構造を採用している。プールは床が可動式で、水深を容易に変化させることのできる構造となっている。

## 沿革
1936年に豊能郡克明尋常小学校（現在の豊中市立克明小学校）より分離開校した。学校敷地は、かつて地域にあった池「大池」を埋め立てて造成している。
地域が宅地化したことに伴う児童数の増加に伴い、従来の校区の一部を上野小学校・刀根山小学校の校区へ分離している。
- 1936年4月1日 - 豊能郡克明第三尋常小学校として、現在地に開校。
- 1936年10月15日 - 豊中市の市制施行により、豊中市克明第三尋常小学校に改称。
- 1941年4月1日 - 国民学校令により、豊中市大池国民学校に改称。
- 1947年4月1日 - 学制改革により、豊中市立大池小学校に改称。
- 1949年4月1日 - 豊中市立上野小学校を分離。
- 1969年4月1日 - 従来の校区の一部を、新設の豊中市立刀根山小学校の校区へ分離。
- 1978年 - 大阪府教育委員会および豊中市教育委員会より、教育課程の研究校に指定される。
- 2003年 - 学校図書館司書を配置。
- 2004年 - 豊中市教育委員会から「確かな学力」推進校の指定を受ける。
- 2005年 - 文部科学省から、国語力向上推進校の指定を受ける。

## 部活
- 合唱部
  - 第17回全国学校音楽コンクール全国コンクール3位

## 通学区域
- 豊中市 千里園1丁目-3丁目、本町1丁目-9丁目。

卒業生は基本的に豊中市立第十三中学校に進学する。

## 交通
- 阪急宝塚線 豊中駅 北東へ約350m。